# Скрыгалов (Мозырский район)
Скрыгалов (транслит.: Skryhalaŭ; бел. Скрыга́лаў) — агрогородок (до 2018 г. — деревня) в Мозырском районе Гомельской области Республики Беларусь. Административный центр Скрыгаловского сельсовета.
Со скважин около деревни получен промышленный объём нефти.

## География

### Расположение
В 33 км на запад от Мозыря, 10 км от железнодорожной станции Птичь (на линии Гомель — Лунинец), 166 км от Гомеля.

### Гидрография
Через деревню проходит мелиоративный канал, соединённый на севере с озером Речище
.

## Транспортная сеть
Транспортные связи по автодороге Мозырь — Петриков. Планировка состоит из 2 разделённых каналам частей: северной (прямолинейная улица, ориентированная с юго-востока на северо-запад) и южной (дугообразная улица широтной ориентации). Застройка двусторонняя, усадебного типа. В 1987—1995 годах построены кирпичные дома на 110 семей, в которых разместились переселенцы из загрязнённых радиацией мест после катастрофы на Чернобыльской АЭС 1986 года. Новым улицам переселенцы дали имена своих бывших деревень Белый Берег и Белобережская Рудня (Наровлянский район).

## История
Обнаруженные археологами два курганных могильника X—XIII веков (11 насыпей, в 2 км на юг от деревни и 13 насыпей, в 2 км от деревни, в урочище Забуклявечча) свидетельствуют о заселении этих мест с давних времён.
По письменным источникам известна с XIII века?, когда 7 мая 1497 года крымские татары в Скрыгалове убили митрополита Киевского и всей Руси Макария (в 1794 году причислен к лику святых, его останки покоятся в Софийском соборе в Киеве. В 1897 году к 400-летия его гибели в центре деревни построена часовня, в урочище Подселица — обелиск).
В «Географическом словаре Королевства Польского» обозначена в 1515 году как деревня в Мозырском повете Минского воеводства Великого княжества Литовского, великокняжеская собственность.
В XVII веке принадлежала Аскерко. Найденный в деревне в 1925 году монетный клад (около 200 монет Речи Посполитой) относится к 3-й четверти XVII века и свидетельствовует о значительных торговых связях жителей этих мест.
К XVIII веку королевское владение. С 1702 года рядом с деревней работал железный рудник Казимира Аскерко. 28 мая 1782 года грамотой польского короля Станислава Августа Понятовского разрешены 2 ежегодные ярмарки и еженедельные торги. После 2-го раздела Речи Посполитой (1793 год) в составе Российской империи.
С 1799 года действовала Николаевская церковь, которая в 1872 году сгорела и в 1877 году сызнова отстроена (деревянная, на кирпичном фундаменте), в 1885 году перестроена. Через деревню Скрыгалов проходил тракт из Мозыря в Давид-Городок. Имелась почтовая станция. В XIX веке неподалёку располагалось село Скрыгаловская Слобода в 1816 году (65 дворов), которое позже объединино с местечком Скрыгалов. В 1847 году во владении графа Тышкевича. Действовали пристань и переправа на реке Припять. В 1858 году построено школьное здание и открыта школа. Была центром волости (до 17 июля 1924 года) Мозырского уезда, в которую в 1885 году входили 26 сёл с 681 двором. В 1863 году около деревни действовали повстанческие вооружённые отряды. Жители задержали преподавателя Мозырской гимназии ксендза Выгоновского и бывшего ученика гимназии Бородича, бывшими активными участниками восстания. Помещик Шаперлер владел в местечке и окрестностях в 1874 году 15 155 десятинами земли и паромом. Большим земельным участком владела здесь в 1880-е годы графиня Е. Л. Игнатьева. Работала почтово-телеграфная контора. В издании «Живописная Россия» характеризуется как бедное местечко. Согласно переписи 1897 года действовали церковь, молитвенный дом, народное училище, 8 магазинов, трактир, сельская больница.
С 1910 года работала лесопилка.
9 ноября 1920 года деревню Скрыгалов заняли отряды легионеров С. Н. Булак-Балаховича и учинили погром, в итоге которого погибли 8 жителей.
С 20 августа 1924 года центр Скрыгаловского сельсовета Мозырского, с 5 октября 1926 года Слободского, с 4 августа 1927 года Петриковского, с 3 июля 1939 года Мозырского районов Мозырского (с 26 июля 1930 года и с 21 июня 1936 года до 20 февраля 1938 года) округа, с 20 февраля 1938 года Полесской, с 8 января 1954 года Гомельской областей. В 1928 году создан совхоз «Ударник», колхоз «Труд», действовали кирпичный завод (с 1927 года), кузница, портняжная, сапожная и корзинная мастерские, паровая мельница.
Во время Великой Отечественной войны в ночь на 4 мая 1943 года партизаны разгромили вражеский гарнизон, размещённый оккупантами в деревне. Освобождена 11 января 1944 года. В бою за деревню отличились матросы Днепровской военной флотилии Н. А. Сикорский, Г. Г. Музафаров (присвоено звание Героя Советского Союза). 180 жителей погибли на фронте. Согласно переписи 1959 года центр колхоза «Дружба». Действуют хлебозавод, швейная и сапожная мастерские, средняя школа, Дом культуры, 2 библиотеки, детские ясли-сад, больница, аптека, ветеринарный участок, отделение связи, столовая, 3 магазина, этнографический музей.
В состав Скрыгаловского сельсовета входила до 1962 года в. Лесная (не существует).
1 марта 2018 года деревня Скрыгалов преобразована в агрогородок.

## Население

### Численность
- 2004 год — 313 хозяйств, 747 жителей.

### Динамика
- 1552 год — 31 житель.
- 1590 год — 14 дымов.
- 1795 год — 70 дворов.
- 1847 год — 109 дворов.
- 1866 год — 609 жителей.
- 1897 год — 137 дворов, 816 жителей (согласно переписи).
- 1908 год — 204 двора, 1284 жителя; в поместье 12 жителей.
- 1917 год — 1908 жителей.
- 1923 год —  1896 жителей (согласно городской переписи 1923 г.).
- 1925 год — 359 дворов.
- 1959 год — 1294 жителя (согласно переписи).
- 2004 год — 313 хозяйств, 747 жителей.

## Культура
- Дом культуры
- Этнографический музей ГУО «Скрыгаловская средняя школа имени М. И. Шляги Мозырского района»

## Достопримечательность
- Курганный могильник периода раннего средневековья, XI–XIII вв., 1 км на северо-восток от агрогородка, на склоне террасы Припяти, у лесу —  Историко-культурная ценность Республики Беларусь, шифр 313В000528.
- Селище периода раннего железного века, V век до н.э. – V век н.э., 1,2–1,3 км на северо-восток от агрогородка, на берегу Припяти, у лесу —  Историко-культурная ценность Республики Беларусь, шифр 313В000529.
- Часовня в честь священномученика Макария Киевского (1906)
- Парк (XIX в.)

### Утраченное наследие
- Церковь Святого Николая (XVIII в; греко-католическая)

## Известные уроженцы
- Залкинд Борис Александрович (1894—1971) — советский терапевт, доктор медицинских наук, профессор[3]
- М. П. Котловец — Герой Советского Союза.